# The Corrs: Live at the Royal Albert Hall
The Corrs: Live at the Royal Albert Hall er en videoudgivelse af det keltiske folkrockband The Corrs. Den blev udgivet 28. august 1998 på VHS og på DVD d. 21. november 2000. Showet blev optaget live på Skt. Patricks dag.
Mens bandet var på deres Talk on Corners World Tour i i Storbritannien blev koncerten sendt live i hele landet på BBC. Mick Fleetwood spillede med The Corrs "Stage For Dreams", "Haste To The Wedding" og "Toss The Feathers".

## Spor
1. Intro
2. "When He's Not Around"
3. "No Good For Me"
4. "Love To Love You"
5. "Forgiven, Not Forgotten"
6. "Joy Of life"
7. "Intimacy"
8. "What Can I Do?"
9. "The Right Time"
10. "Queen Of Hollywood"
11. "Dreams"
12. "Haste To The Wedding (Parts 1 & 2)
13. "Runaway"
14. "Only When I Sleep
15. "Hopelessly Addicted
16. "I Never Loved You Anyway
17. "So Young
18. "Toss The Feathers